# Tipula submutila
Tipula submutila är en tvåvingeart som beskrevs av Alexander 1933. Tipula submutila ingår i släktet Tipula och familjen storharkrankar. Inga underarter finns listade i Catalogue of Life.